# Porphyrinia extranea
Porphyrinia extranea là một loài bướm đêm trong họ Noctuidae.